# Koza (film)
Koza – słowacko-czeski dramat filmowy z 2015 roku w reżyserii Ivana Ostrochovský'ego. Film został zgłoszony jako oficjalny słowacki kandydat do nagrody Amerykańskiej Akademii Filmowej dla najlepszego filmu nieanglojęzycznego.

## Opis fabuły
Peter Baláž zwany Koza w przeszłości był mistrzem olimpijskim w boksie. Po zakończeniu kariery razem ze swoją partnerką Mišą mieszka w rozpadającym się domu. Kiedy Miša zachodzi w ciążę, początkowo planuje ją usunąć. Aby przekonać Mišę do urodzenia dziecka bokser wraz ze swoim menedżerem Zvonko podejmuje nowe wyzwanie - startuje w nielegalnych walkach bokserskich, aby zarobić pieniądze na rodzinę.

## Obsada
- Peter Baláž jako bokser
- Zvonko Lakčević jako Zvonko (menedżer)
- Ján Franek jako Franek
- Stanislava Bongilajová jako Miša
- Nikola Bongilajová jako Nikolka (dziecko)
- Tatiana Piussi
- Manfred Schmid
- Zayne Richard Simpson

## Nagrody i wyróżnienia
- Festiwal Filmowy w Wilnie
  - nagroda dla najlepszego filmu
  - nagroda C.I.C.A.E Art Cinema
- Olhar de Cinema
  - nagroda dla najlepszego filmu
  - nagroda krytyków